# Mikaela de Ville
Mikaela de Verdier, tidigare de Ville, är en svensk programledare i radio och tidigare programpresentatör på Kanal 5, bosatt på Södermalm i Stockholm.
Mikaela de Ville är utbildad på radioutbildningen Akademi Båstad. Våren 2005 slutade hon på Kanal 5 och under sommaren medverkade hon i Rix FM:s sommarprogram Semester tillsammans med Daniel Ollhage. Från 2006 till 2009 sände hon eftermiddagar på NRJ i programmet NRJ Prime. Hon är nu programpresentatör på TV4 (2015).
Mikaela driver även podcasten Knoddpodden tillsammans med Jeanette Predin för Radio Play, en podd om föräldraskap, med en humoristisk touch. 